# Van Haersmasingel
De Van Haersmasingel (VHS) is een openbare vmbo-school in Drachten, maakt onderdeel uit van de scholenkoepel Openbare Scholengemeenschap Singelland, en telt ongeveer 1000 leerlingen en 130 medewerkers. Er wordt onderwijs gegeven in de sectoren: Zorg en Welzijn, Techniek Breed, Consumptieve Techniek Breed, Handel en Administratie en ICT.
Het huidige schoolgebouw is opgeleverd in 2005 en heeft een kantine, mediatheek, theorielokalen, vaklokalen, computerlokalen, drie sportzalen en een fitnessruimte.